# 兴东街道 (南通市)
兴东街道是中华人民共和国江苏省南通市通州区下辖的一个街道办事处。
2015年3月24日，江苏省人民政府批复同意撤销兴东镇。以原兴东镇行政区域设立通州区兴东街道办事处，街道办事处驻机场新村居委会解放路88号。

## 行政区划
兴东街道下辖以下村级行政区划单位：
机场新村社区、陆扶桥村、永庆村、土山村、孙李桥村、杨世桥村、黄金村、双楼村、紫星村和永护村。